# Quartet de corda núm. 6 (Xostakóvitx)
El Quartet de corda núm. 6 en sol major, op. 101, va ser compost per Dmitri Xostakóvitx el 1956. Va ser estrenat pel Quartet Beethoven (Dmitri Tsiganov, Vassili Xirinski, Vadim Borissovski, Serguei Xirinski) el 7 d'octubre de 1956 a la Sala Glinka de Leningrad.

## Estructura
L'obra té quatre moviments amb una durada aproximada de 25 minuts:
1. Allegretto
2. Moderato con moto
3. Lento
4. Lento – Allegretto – Andante – Lento